# كيفين بودان
كيفين بودان (بالفرنسية: Kévin Bodin)‏ هو لاعب كرة قدم فرنسي في مركز ظهير ‏، ولد في 30 مارس 1987 في كيمبرلي في فرنسا. لعب مع نادي غانغون.